# Wallace Ridge
Wallace Ridge – jednostka osadnicza w Stanach Zjednoczonych, w stanie Luizjana, w parafii Catahoula.